# Cori
Cori is een gemeente in de Italiaanse provincie Latina (regio Latium) en telt 10.802 inwoners (31-12-2004). De oppervlakte bedraagt 86,0 km2, de bevolkingsdichtheid is 122 inwoners per km2.
De volgende frazioni maken deel uit van de gemeente: Giulianello.

## Demografie
Cori telt ongeveer 4151 huishoudens. Het aantal inwoners steeg in de periode 1991-2001 met 2,7% volgens cijfers uit de tienjaarlijkse volkstellingen van ISTAT.
| Jaar | Inwoneraantal |
| ---- | ------------- |
| 1991 | 10.257        |
| 2001 | 10.529        |

## Geografie
De gemeente ligt op ongeveer 384 m boven zeeniveau.
Cori grenst aan de volgende gemeenten: Artena (RM), Cisterna di Latina, Lariano (RM), Montelanico (RM), Norma, Rocca Massima en Segni (RM).

## Galerij

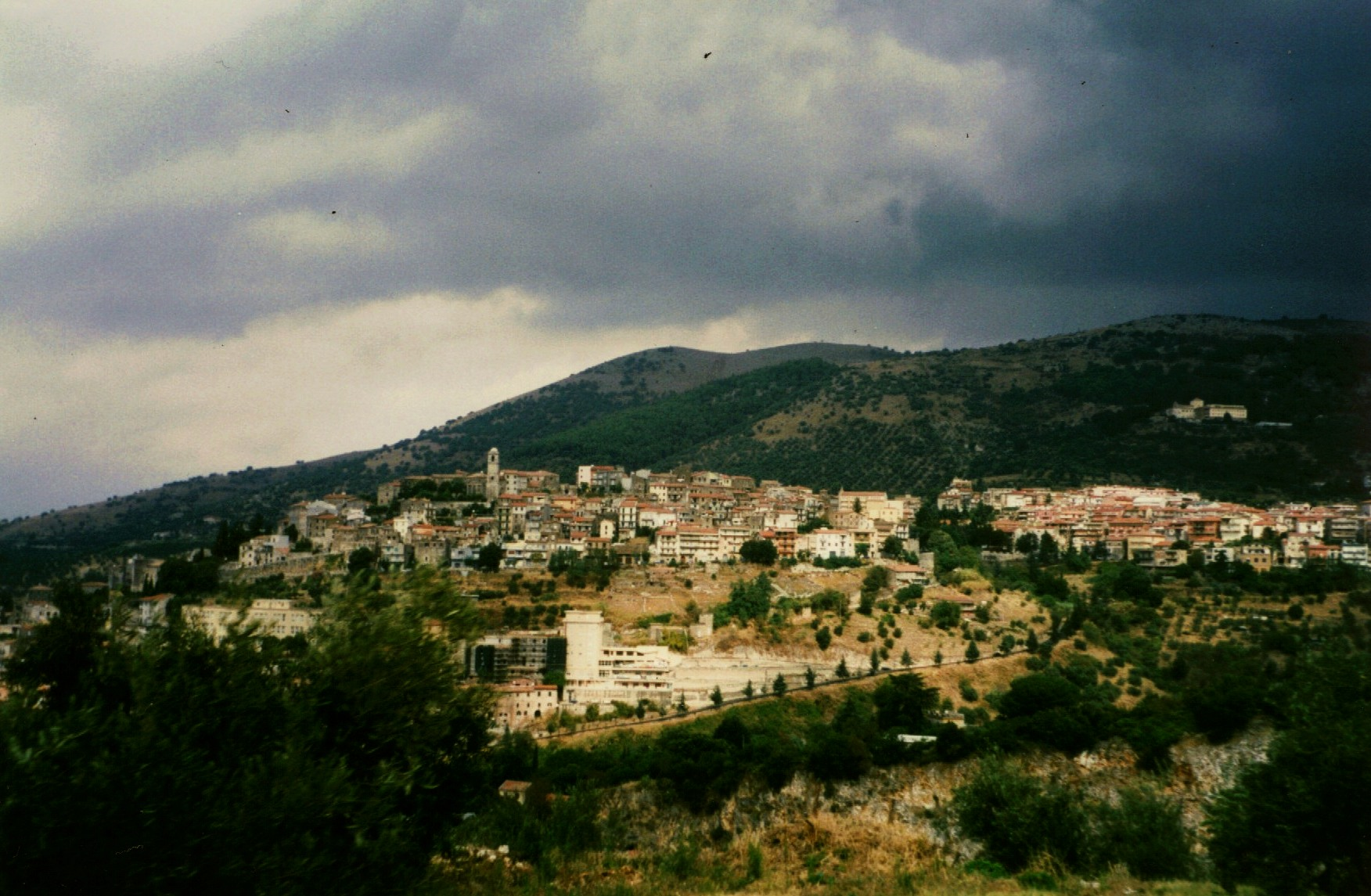
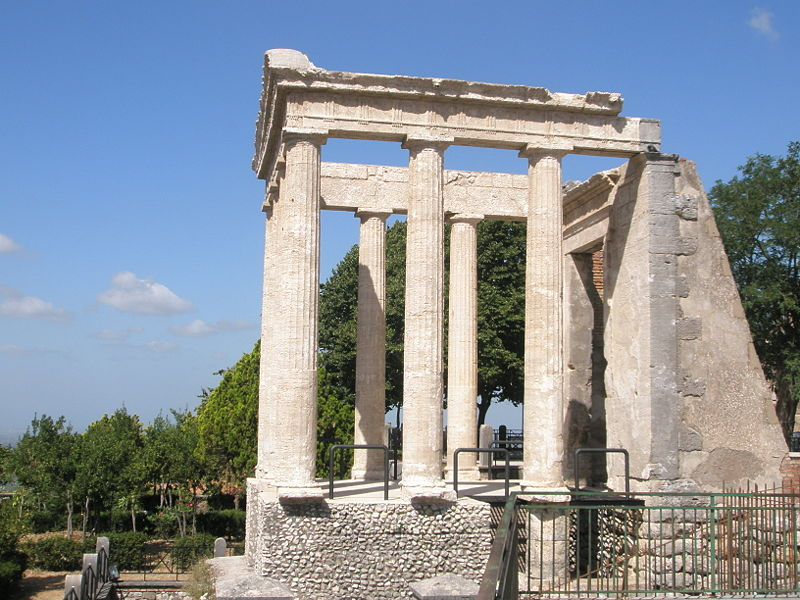
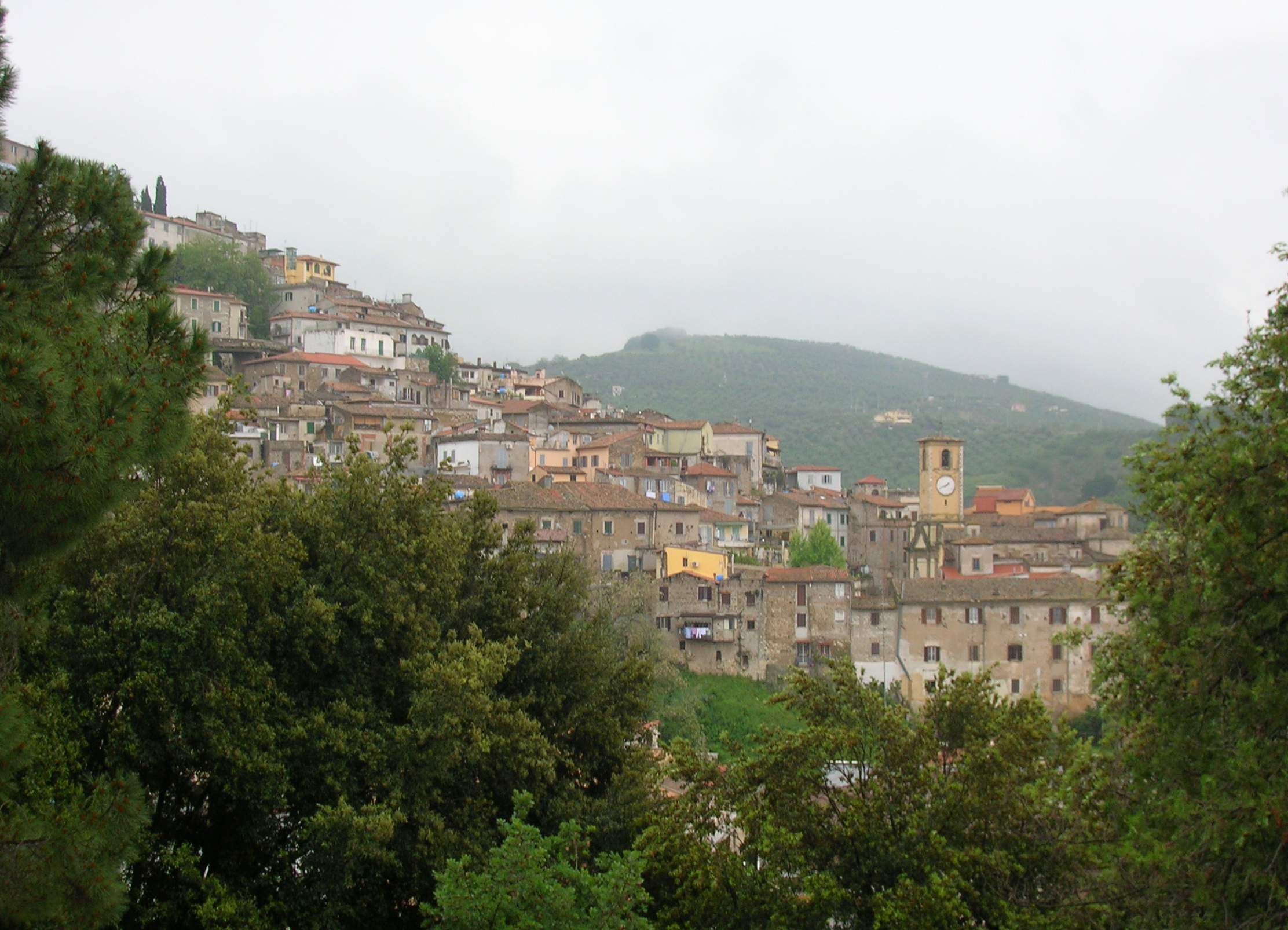
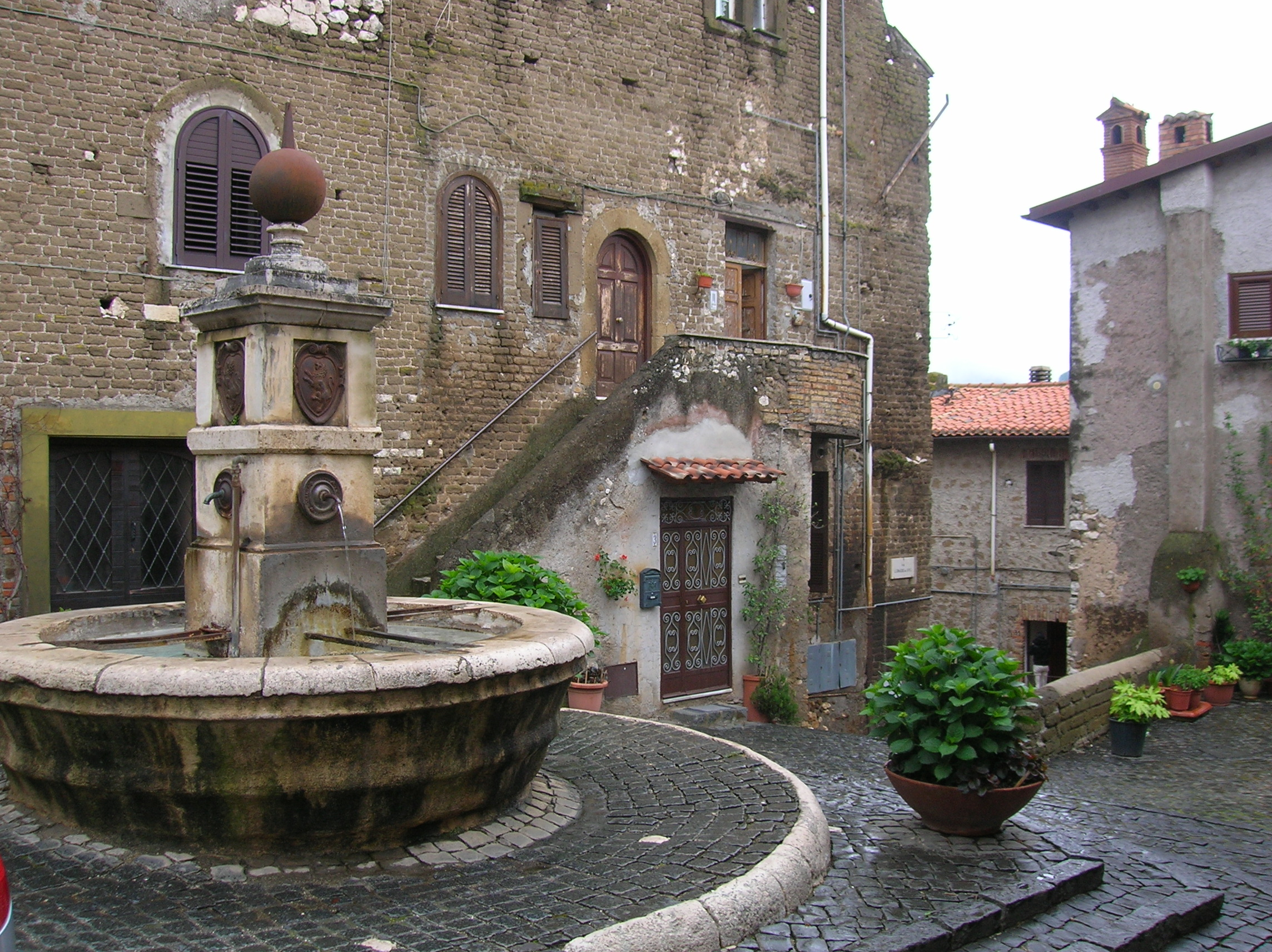
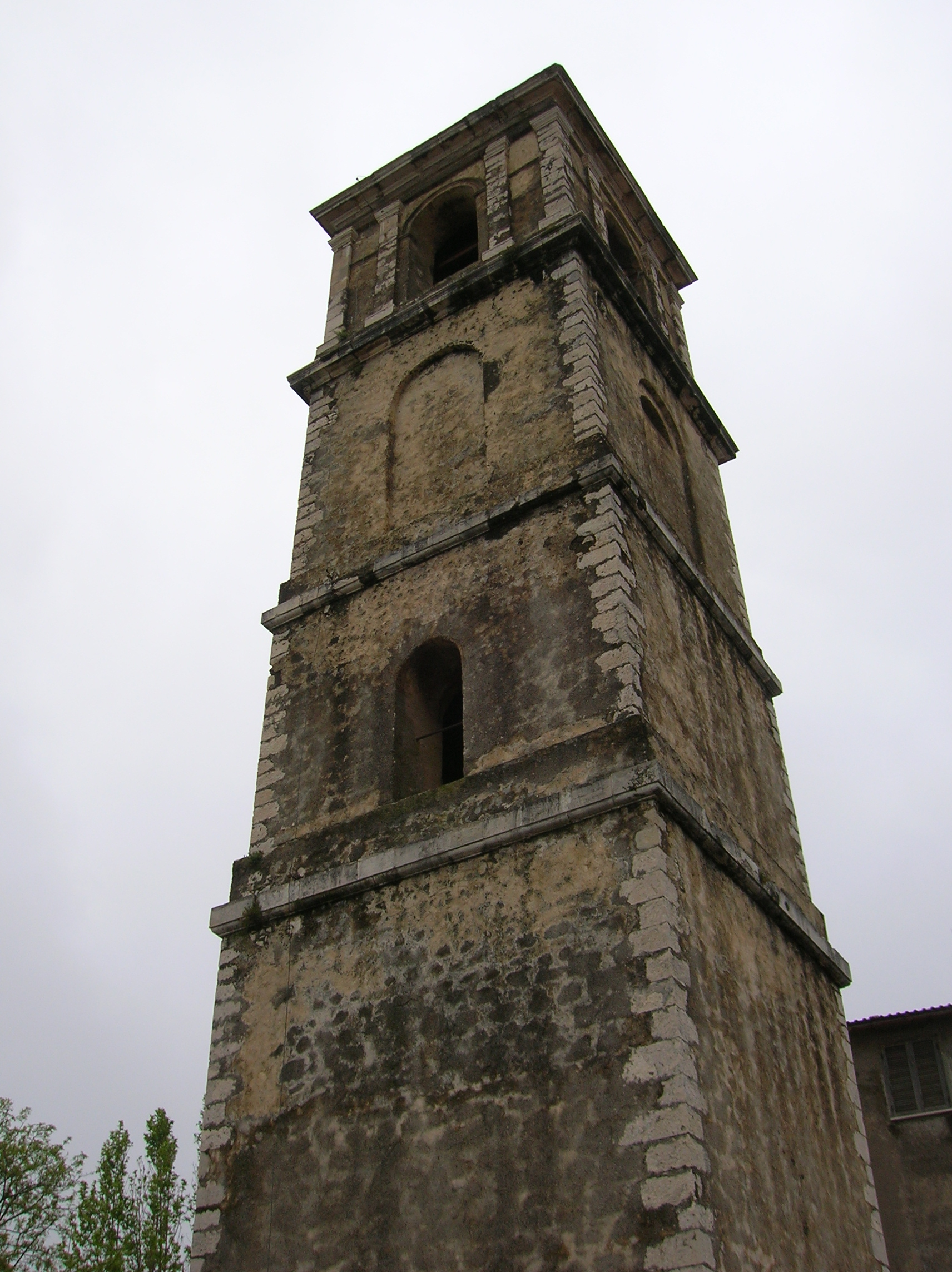
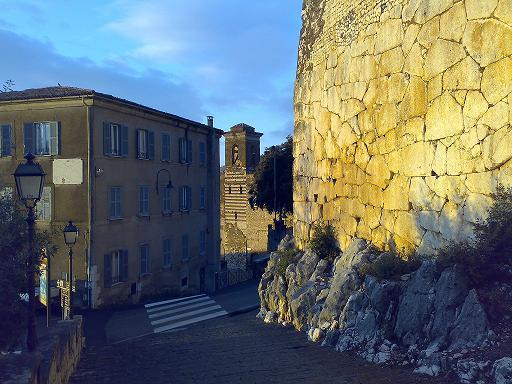